# 아콰피나
아콰피나(영어: Awkwafina 아쿼피나[*], 1988년 6월 2일 ~ )는 미국의 배우, 래퍼, 코미디언이다. 중국계 아버지와 한국계 어머니 사이에서 태어났다. 영화 《오션스 8》, 《크레이지 리치 아시안》 등에 출연하며 알려졌다. 2019년 영화 《페어웰》로 골든 글로브상 뮤지컬코미디 부문 여우주연상을 수상함으로써, 영화 부문 골든 글로브상을 수상한 최초의 아시아계 미국인 배우가 되었다.
'아콰피나'는 그녀가 고등학생 때 생수 상표(아쿠아피나)에서 따서 지은 별명으로, '멋있는 어색함' 정도의 의미라고 밝혔다. 본명은 노라 럼(Nora Lum)이다.

## 생애와 경력

### 데뷔 전의 삶
1988년 뉴욕에서 태어나 퀸스 포리스트힐에서 자랐다. 증조할아버지는 1940년대의 중국 출신 이민자였으며, 플러싱에서 광둥식 식당 '럼스(Lum's)'를 경영했다. 할머니도 포트제퍼슨에서 식당을 했다. 어머니는 한국계 미국인 화가였는데, 아콰피나가 4세 때 죽었다. 이에 대한 방어 기제로 유머를 배웠다고 본인은 설명한다. 어렸을 때는 주로 할머니 밑에서 성장하였는데, 할머니가 그녀를 "너무 애지중지해서 설거지조차 하게 해주지 않았다"고 전한다. 트럼펫과 클래식을 배우면서 음악적 재능을 보였고 13세 때부터 랩을 시작하였다. 뉴욕의 라과디아 예술고등학교에 다녔고, 19세 때부터 작곡을 시작했다.
고등학교를 졸업하고 뉴욕 올버니 대학교에 입학하여 언론학을 전공하였고, 대학 졸업 후에는 전공을 살려 고담 가제트, 타임스 유니언 등 언론사를 전전하다가 출판사에 취직했다. 그러면서도 틈틈이 아마추어 래퍼로도 활동을 이어갔다.

### 래퍼 활동
아콰피나는 2012년 〈My Vag〉라는 랩을 유튜브에 발표하며 본격적으로 래퍼로서 이름을 알리기 시작했다. 〈My Vag〉는 남자 래퍼 미키 아발론이 자신의 남성기를 자랑하는 곡 〈My Dick〉에 대한 답가로 만들어졌으며, 반대로 처음부터 끝까지 여성기를 자랑하는 가사이다. 처음에는 공개할 생각이 없었고 친구들과만 공유하였으나, 내용 때문에 직장에서 해고당한 뒤 잃을 게 없다는 생각으로 유튜브에 곡을 업로드하였다. vag (보지)라는 단어가 총 53번 등장하는 이 랩은 곧 3백만 번 이상 재생되며 퍼져나갔다.
유명세를 발판으로, 2014년 〈My Vag〉의 편곡 버전을 수록한 데뷔 앨범 《Yellow Ranger》를 냈다. 2018년에 두 번째 앨범 《In Fina We Trust》를 냈으며, 4년간의 공백에 대해 "영화에 출연하느라 그런 것도 있지만 내 목소리를 찾고 싶었다."라고 설명했다. 앨범에 대해서는 "뻔뻔한 페미니스트 랩에 세련된 스왜그를 더했다"고 자평했다.
한국계 래퍼들을 다룬 2016년작 다큐멘터리 《배드 랩》(Bad Rap)에서, 아콰피나는 덤파운데드, 리릭스, 렉스티지와 같은 다른 한국계 래퍼들과 함께 출연했다. 이 작품에서 그녀는 흑인 위주의 힙합 시장에서 한국계 여성 래퍼로서 활약하는 모습을 보여주었다. 여기서 덤파운데드의 '동양인 남자래퍼보다 동양인 여자래퍼를 마케팅하기 더 쉽다'라는 말에 대해 아콰피나는 '성 상품화하기에 더 쉽다는 의미'라고 부연하면서, 도리어 키가 크지도, 예쁘지도 않은 점 때문에 오로지 음악으로만 승부를 볼 수 있었다고 말했다.

### 배우 활동

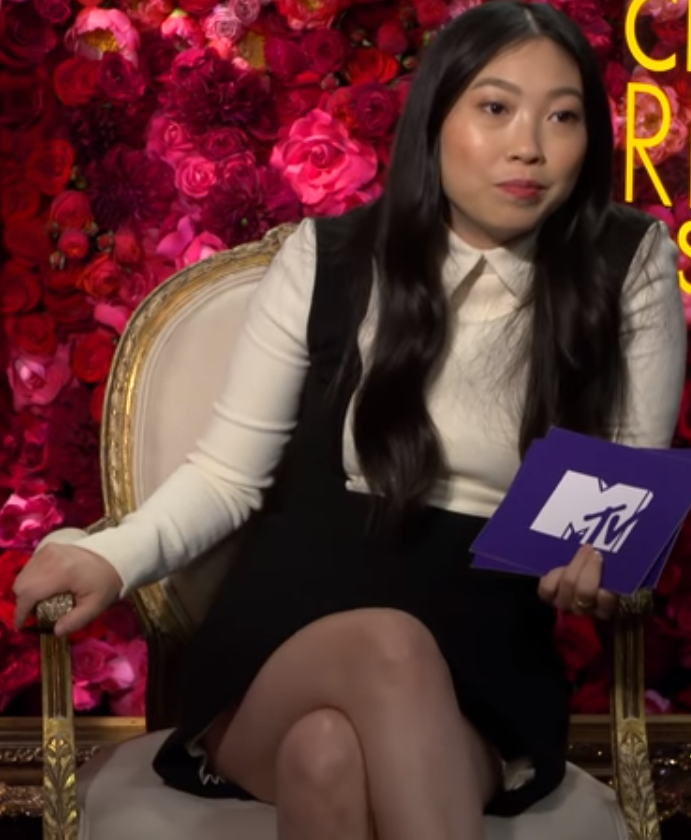
2018년 《크레이지 리치 아시안》 관련 인터뷰에서

출판사에서 해고당한 이후 일식점, 비건 음식점 등에서 일하다가, 2013년 단편영화 〈섀도우 맨〉과 2015년 《나쁜 이웃들 2》로 배우로 데뷔하였다.
2018년 6월에는 첫 대형 스튜디오 영화 출연작 《오션스8》이 개봉하였다. 범죄 영화 시리즈 오션스 시리즈의 여성판 스핀오프 작품으로, 샌드라 불럭, 케이트 블란쳇, 헬레나 보넘 카터, 리아나 등 스타 배우들과 함께 출연한다. 아콰피나는 7인조 범죄 그룹의 일원으로서 천부적인 소매치기 범죄자 '콘스턴스' 역을 맡았다. 게리 로스 감독은 2016년 한 코미디 쇼에서 아콰피나를 보고 감명 받아 페이스타임으로 직접 전화를 걸어 캐스팅하였다. 중앙일보와의 인터뷰에서 그녀는 '캐스팅 소식에 나를 포함해 모두가 어리벙벙했다', '기상천외한 얘길 꾸며대는 모든 장면이 재밌었다'라고 말했다. 콘스턴스 역은 그녀의 출신지인 퀸스의 문화를 바탕으로 했으며, 이 덕분에 자연스럽게 감정이입을 할 수 있었다고 그녀는 설명한다.
2018년에는 《크레이지 리치 아시안》이 개봉하였다. 여기서는 여주인공이 상류사회에 적응하도록 도와주는 친구이자 신흥 갑부의 딸 '펙 린' 역으로 등장하며, 괴짜 패션과 허스키한 수다쟁이로 영화의 신 스틸러 역할을 하였다. 존 M. 추 감독은 캐릭터에 대해 별 다른 지휘 없이 오롯이 아콰피나의 해석에만 맡겼다. 이듬해 개봉한 쥬만지 시리즈 3탄 《쥬만지: 넥스트 레벨》에서는 게임 속 캐릭터 '밍' 역할로 출연하였다. 영화의 평가는 좋지 않았지만 아콰피나의 역할은 신선함을 불어넣었다는 평가를 받았다.
2019년 7월 열린 샌디에이고 코믹콘에서 마블 스튜디오의 차기작 《샹치와 텐 링의 전설》에 양조위, 시무 리우와 함께 출연한다고 발표되었다. 배역은 공개되지 않았다.

### 기타 방송 활동
2018년 10월 6일 코미디 쇼 새터데이 나이트 라이브의 호스트로 출연하였다. 성룡, 루시 류, 아지즈 안사리, 쿠마일 난지아니의 전례에 이어 아시아계 인물이 호스트를 맡은 것은 그녀가 다섯 번째다. 해당 회차의 오프닝에서 아콰피나는 루시 류에게 감사를 표하였다.
2019년 2월 열린 제91회 아카데미 시상식에서 단편 애니와 단편 다큐 부문 시상자로 등장했다.

## 사생활
2015년에 직접 나고 자란 뉴욕을 설명하는 여행서 《아콰피나의 뉴욕》을 출간하였다.
아콰피나의 몸에는 문신이 많이 있다. 왼팔에는 전쟁을 위해 훈련받은 사나운 집고양이가 새겨져 있는데, 본인은 자신을 상징하는 것으로 여기고 있다. 이 밖에 뉴욕 메츠와, 오른팔의 트럼펫 문신이 있다. 트럼펫 문신의 의미는 '어느 곳에서나 요란한 목소리를 내고 싶다'이다.

## 기타
- 영어 위키백과에 본명이 '노라 럼 잉(Nora Lum Ying)'으로 잘못 등재된 적이 있으나, 사실이 아니다.[18]
- 예명 후보 중에는 '김치찌개(kimchi g gay)'도 있었다.[19]
- 뉴욕 타임스 기사에 따르면 그녀의 광둥어 이름은 람가잔(광둥어: 林家珍)이다.[20]

## 음반 목록

### 정규 앨범
| 제목                 | 정보                                                                  | 수록곡 |
| -------------------- | --------------------------------------------------------------------- | --- |
| 《Yellow Ranger》    | - 발매일: 2014년 2월 11일 - 레이블: 자비 출판 - 포맷: 디지털 다운로드 | 1. "Intro III" – 4:46 2. "Yellow Ranger" – 1:30 3. "Queef" – 3:14 4. "NYC Bitche$" – 3:10 5. "Janet Reno Mad" – 3:39 6. "Mayor Bloomberg (Giant Margarita)" – 2:46 7. "Fresh Water Salmon" – 2:52 8. "Marijuana" – 2:05 9. "Flu Shot" – 2:03 10. "Come Stop Me" (featuring Dumbfoundead) – 2:13 11. "My Vag" (Vag Redux Edition) – 3:00 |
| 《In Fina We Trust》 | - 발매일: 2018년 6월 8일 - 레이블: 자비 출판 - 포맷: 디지털 다운로드  | 1. "The Fish (Intro)" – 1:47 2. "Cakewalk" – 1:55 3. "Inner Voices" – 2:42 4. "Pockiez" – 2:01 5. "Ghost" – 2:01 6. "Testify" – 2:38 7. "The Fish" – 0:39 |

## 출연작 목록

### 영화
| 연도 | 제목                              | 원제                                      | 배역          | 비고        |
| ---- | --------------------------------- | ----------------------------------------- | ------------- | ----------- |
| 2016 | 나쁜 이웃들 2                     | Neighbors 2: Sorority Rising              | 크리스틴      | 영화 데뷔작 |
| 2016 | 아기배달부 스토크                 | Storks                                    | 퀘일          | 목소리 출연 |
| 2018 | 녀석들의 졸업백서                 | Dude                                      | 리베카        |             |
| 2018 | 오션스8                           | Ocean's 8                                 | 콘스턴스      |             |
| 2018 | 크레이지 리치 아시안              | Crazy Rich Asians                         | 고 펙 린      |             |
| 2019 | 페어웰                            | The Farewell                              | 빌리 왕       |             |
| 2019 | 파라다이스 힐스                   | Paradise Hills                            | 유            |             |
| 2019 | 앵그리 버드 2: 독수리 왕국의 침공 | The Angry Birds Movie 2                   | 코트니        | 목소리 출연 |
| 2019 | 비트윈 투 펀스: 투어 스페셜       | Between Two Ferns: The Movie              | 본인          |             |
| 2019 | 쥬만지: 넥스트 레벨               | Jumanji: The Next Level                   | 밍 플리트풋   |             |
| 2020 | 스폰지밥 무비: 핑핑이 구출 대작전 | The SpongeBob Movie: Sponge on the Run    | 오토          | 목소리 출연 |
| 2021 | 브레이킹 뉴스 인 유바 카운티      | Breaking News in Yuba County              | 미나          |             |
| 2021 | 라야와 마지막 드래곤              | Raya and the Last Dragon                  | 시수          | 목소리 출연 |
| 2021 | 샹치와 텐 링즈의 전설             | Shang-Chi and the Legend of the Ten Rings | 케이티        |             |
| 2022 | 배드 가이즈                       | The Bad Guys                              | 미스 타란튤라 | 목소리 출연 |
| 2023 | 렌필드                            | Renfield                                  | 레베카 퀸시   |             |
| 2023 | 인어 공주                         | The Little Mermaid                        | 스커틀        | 목소리 출연 |
| 2024 | 쿵푸팬더 4                        | Kung Fu Panda 4                           | 젠            | 목소리 출연 |
| 2024 | 이프: 상상의 친구                 | IF                                        | 버블          | 목소리 출연 |
| 2024 | 잭팟!                             | Jackpot!                                  | 케이티        |             |

### 드라마
| 연도 | 제목                        | 원제                                | 배역              | 비고                   |
| ---- | --------------------------- | ----------------------------------- | ----------------- | ---------------------- |
| 2015 | 레귤러 쇼                   | Regular Show                        | 애플              | "Hello China" 에피소드 |
| 2016 | 메리+제인                   | Mary + Jane                         | 지나              | "Noachella" 에피소드   |
| 2009 | 퓨처 맨                     | Future Man                          | 게임 가게 여자    | 3회분 출연             |
| 2018 | 애니멀스.                   | Animals.                            | 애니              | "Roachella" 에피소드   |
| 2019 | 위어드 시티                 | Weird City                          | 셜로타            | 6화 〈아래〉편         |
| 2019 | 심슨 가족                   | The Simpsons                        | 카먼 / 닥터 챙    | 2회분 출연             |
| 2019 | 투카 앤 버티                | Tuca & Bertie                       | 버티의 왼젖       | 2화 〈승진하자!〉편    |
| 2019 | 다크 크리스탈: 저항의 시대  | The Dark Crystal: Age of Resistance | 수집가 / 스켁라크 | 목소리 출연            |
| 2020 | 아콰피나는 퀸스에서 온 노라 | Awkwafina Is Nora from Queens       | 노라 린           | 주연                   |

## 수상 기록
| 연도 | 상                   | 부문                          | 작품                     | 결과 |
| ---- | -------------------- | ----------------------------- | ------------------------ | ---- |
| 2019 | 미국 배우 조합상     | 영화 여우주연상               | 《크레이지 리치 아시안》 | 후보 |
| 2019 | 틴 초이스 어워드     | 초이스 코미디 영화 여배우상   | 《크레이지 리치 아시안》 | 후보 |
| 2020 | 새틀라이트상         | 뮤지컬·코미디 영화 여우주연상 | 《페어웰》               | 수상 |
| 2020 | 제77회 골든 글로브상 | 뮤지컬·코미디 영화 여우주연상 | 《페어웰》               | 수상 |